# Ларсен Туре
Ларсен Туре (фр. Larsen Touré, нар. 20 липня 1984, Брест) — гвінейський футболіст, нападник клубу «Брест».

## Клубна кар'єра
У дорослому футболі дебютував 2004 року виступами за другу команду «Лілля». Своєю грою привернув увагу представників тренерського штабу основної команди, до складу якої приєднався на початку 2006 року. Проте до кінця сезону зіграв лише у двох матчах чемпіонату і на наступний сезон 2006–07 був відданий в оренду в «Геньон», що виступав у Лізі 2.
Влітку 2007 року повернувся до «Лілля», проте закріпитись в основному складі не зміг, зігравши до кінця року лише в 9 іграх і на другу половину сезону був відданий в інший клуб Ліги 2 — «Гренобль». Забивши 3 голи у 14 матчах Туре допоміг клубу зайняти третє місце і вийти в еліту.
Влітку 2008 року повернувся в «Лілль», але втретє не зміг заграти, провівши в чемпіонаті до кінця року ще лише 3 матчі і на другу половину сезону знову був відданий в оренду в «Гренобль».
До складу клубу «Брест» приєднався в серпні 2011 року, де протягом трьох сезонів боровся з командою за виживання у Лізі 1, але у сезоні 2012/13 все ж клуб зайняв останнє місце і вилетів у Лігу 2. Наразі встиг відіграти за команду з Бреста 57 матчів в національному чемпіонаті.

## Виступи за збірну
2008 року дебютував в офіційних матчах у складі національної збірної Гвінеї. Наразі провів у формі головної команди країни 5 матчів.